# Тиреотропин ослобађајући хормон
Тиреотропин ослобађајући хормон (енгл. Thyrotropin-releasing hormone) (ТРХ) или тиреотропин ослобађајући фактор је хормон хипоталамуса који стимулише лучење тиреотропин стимулишућег хормона из предњег режња хипофизе.

## Грађа
Тиреотропин ослобађајући хормон је изграђен из само 3 аминикиселине (трипептид). Молекулска маса му је око 360 далтона. Ствара се у хипоталамусу, а затим излучује у хипофизну портну циркулацију, путем које доспева до хипофизе. Полуживот овог хормона је око 4 минута, а разграђује се у јетри и бубрезима.

## Дејство
Тиреотропин ослобађајући хормон делује на ћелије предњег режња хипофизе које луче тиреостимулишући хормон (ТСХ). Хормони штитасте жлезде: тироксин и тиронин механизмом негативне повратне спреге инхибишу лучење ТРХ и ТСХ. Кад њихова концентрација у крви опадне, изостаје инхибиција и ТРХ се лучи. И тиреостимулишући хормон може истим механизмом да смањи лучење тиреотропин ослобађајућег хормона.